# Huevos motuleños
Los huevos motuleños son un desayuno mexicano, típico de la ciudad de Motul, Yucatán. El platillo tiene como base una tortilla frita (conocida comúnmente como tostada) con frijoles refritos negros y encima un huevo frito/estrellado, a lo que se le agrega una salsa preparada con tomates (generalmente Saladette o Roma), jamón en cubos y chícharos, junto con otros ingredientes y especias. A menudo se sirven junto con plátanos fritos, queso y salsas picantes a base de chile habanero. El platillo se prepara de diferente forma en otras partes ya que no se cocina la salsa con los ingredientes juntos, sino que se preparan uno por uno.

## Creación
El creador original de la receta de los huevos motuleños fue el chef Don Jorge Siqueff, quien fuera dueño del restaurante más famoso de Motul, Siqueff. Según cuenta la memoria oral de la población, este plato fue creado en 1921 por petición directa del entonces gobernador de Yucatán, Felipe Carrillo Puerto; ya que se encontraban de visita en la localidad diversas personalidades del gobierno de México, entre los que se encontraba el afamado maestro José Vasconcelos quien traía en su comitiva a Diego Rivera, Jaime Torres Bodet y Carlos Pellicer, entre otros notables; y el gobernador quería agasajarlos con un desayuno excepcional. 
Don Jorge procedió entonces a mejorar el desayuno preferido del gobernador (huevos, tortilla y frijoles refritos) agregando algunos pasos a la elaboración de la salsa como freír la cebolla en aceite de oliva (previamente a su adición) y el uso de ingredientes adicionales como jamón español ahumado en cuadros y chícharos cocidos. El resultado fue la receta original de los huevos motuleños, que ha sufrido transformaciones y la adición de diferentes ingredientes como plátanos fritos, tocineta, crema ácida, queso fresco, queso americano (queso amarillo, Colby o Cheddar), etc.
Actualmente, este platillo se suele ofrecer como desayuno en varios restaurantes de México, principalmente en la región sur y sureste del país, en los estados de Yucatán, Campeche, Quintana Roo, Tabasco, Chiapas y Oaxaca; sirviéndose igualmente en algunos países de Centroamérica y el Caribe.[cita requerida]